# Blye Pagon Faust
Blye Pagon Faust auch Blye Faust (* als Katharine Blye Pagon am 28. Dezember 1975 in Monroe, Washington ist eine US-amerikanische Filmproduzentin und Schauspielerin.

## Leben und Karriere
Blye Pagon Faust stammt aus der Kleinstadt Monroe im Bundesstaat Washington. Ihre Mutter Roberta Pagon ist Professorin für Pädiatrie an der University of Washington und ihrem Vater Garry Pagon gehört ein Immobilienunternehmen. Ihr Großvater mütterlicherseits war Donald Grigg Anderson (1913–1995), emeritierter Professor für Medizin an der University of Rochester School of Medicine and Dentistry. Blye Pagon Faust  besuchte bis 1993 die Monroe High School in ihrer Heimatstadt.  Sie studierte ab 1993 an der Santa Clara University in Santa Clara im  San Francisco Bay Area Kaliforniens und erhielt dort 1997 ihren BA im Fach Englisch. Danach erfolgte ihr Wechsel an die juristische Fakultät an der UCLA für Entertainment Law. Im Jahr 2001 machte sie ihren Abschluss in Rechtswissenschaften J.D. und praktizierte anschließend als Anwältin in einer Kanzlei in Los Angeles.
Seit 1998 war sie kurzzeitig auch im Filmgeschäft tätig, zuerst zwischen 1998 und 2003 mehrfach als Schauspielerin in Kurzfilmen und Werbespots, seit 2013 dann als Produzentin. Neben der The Queen Latifah Show engagierte sie sich 2015 auch als Filmproduzentin für die Kinoproduktion Spotlight von Tom McCarthy in der Besetzung Mark Ruffalo, Michael Keaton und Rachel McAdams. Für diese wurde sie zusammen mit ihrem Produzententeam Michael Sugar, Steve Golin und Nicole Rocklin bei der Verleihung 2016 mit dem Oscar in der Kategorie Bester Film ausgezeichnet.
Sie ist mit Aaron Faust verheiratet und hat mit ihm zwei Söhne (* 2011 & 2015). Sie lebt mit ihrer Familie in Marin, Kalifornien.

## Filmografie (Auswahl)
Filmproduzentin
- 2013: The Queen Latifah Show (Fernsehserie)
- 2015: Spotlight
- 2020: Belly of the Beast (Dokumentarfilm)
- 2020: Independent Lens (TV-Dokumentarfilmserie, 1 Episode)
- 2021: LuLaRich (TV-Dokumentarfilmserie)

Schauspielerin
- 1998: Date-Less (Kurzfilm)
- 1998: Angst (Kurzfilm)
- 2000: Date Less
- 2003: Fight or Flight (Kurzfilm)

## Auszeichnungen
- 2016: Oscar in der Kategorie Bester Film bei der Verleihung 2016 für Spotlight zusammen mit Michael Sugar, Steve Golin und Nicole Rocklin